# Passeport malien
Le passeport malien est un document de voyage international délivré aux ressortissants maliens, et qui peut aussi servir de preuve de la citoyenneté malienne.

## Liste des pays sans visa ou visa à l'arrivée
Voyage sans visa pendant 6 mois 

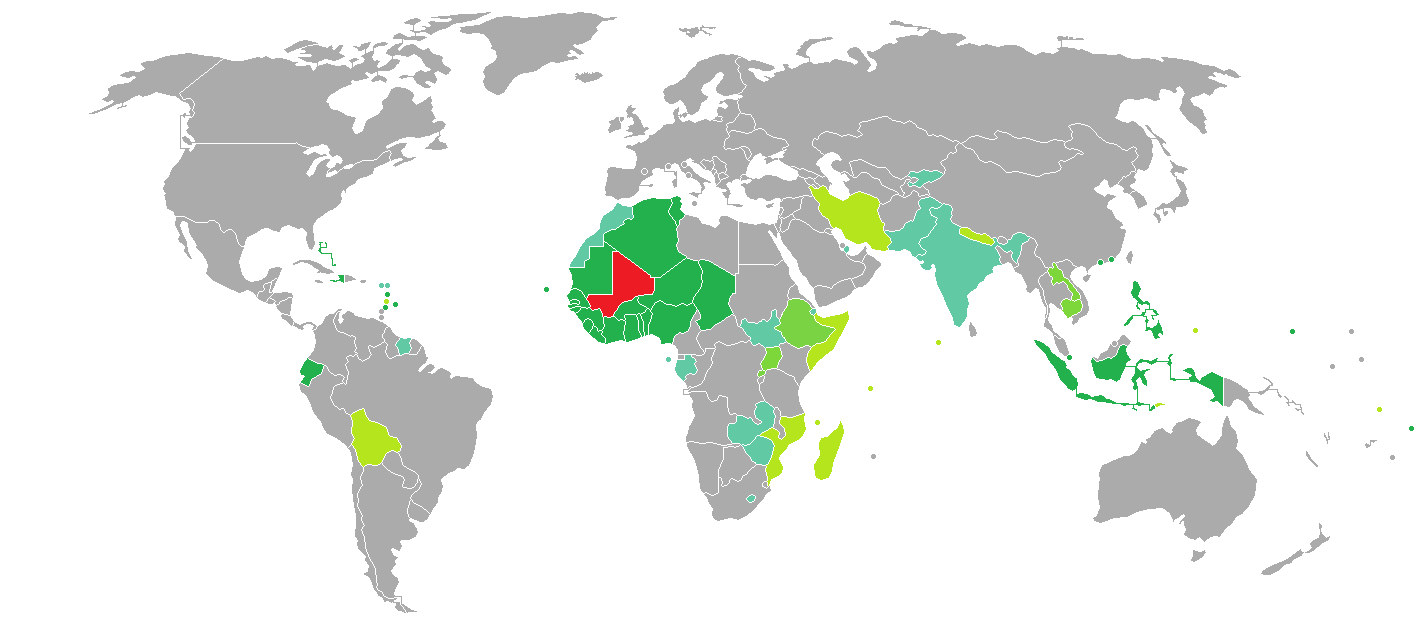
Mali
Visa non nécessaire
Visa à l'arrivée
Système de visa électronique
Visa électronique ou à l'arrivée
Visa requis avant l'arrivée
Interdiction de voyager

Barbados
Voyage sans visa pendant 3 mois Algérie
Bahamas
Bénin
Côte d'Ivoire
Maroc
Niger
Sénégal
Sierra Leone
Haiti
Equateur
Bolivie
Voyage sans visa pendant 2 mois 
Samoa
Voyage sans visa pendant 1 mois 
Indonésie
Micronésie
Niue
Philippines
Saint-Vincent-et-les-grenadines
Voyage sans visa pendant 21 jours
Dominique
Philippines
Voyage sans visa pendant 14 jours
Hong-Kong

et les pays suivants :
Burkina Faso
Cap-vert
Chad
Les Iles-Cook
Equateur
Gambie
Ghana
Guinée
Libéria
Mauritanie
Nigéria
Togo
Tunisie
- Mali
- Visa non nécessaire
- Visa à l'arrivée
- Système de visa électronique
- Visa électronique ou à l'arrivée
- Visa requis avant l'arrivée
- Interdiction de voyager